# Friedrich Adolf Rudolf von Trümbach
Friedrich Adolf Rudolf von Trümbach (* 10. November 1722; † nach 1786; auch: von Trumbach, von Trimbach) war Chef eines preußischen Freikorps während des Siebenjährigen Kriegs, später dänischer Generalmajor.
Das Freikorps „von Trümbach“ wurde 1758 in Minden aufgestellt. Der damalige Major Trümbach wechselte zugleich von der hessischen in die preußische Armee. Die Einheit wurde unter dem Namen Voluntaires de Prusse geführt. Am Ende des Krieges wurde das Korps 1763 aufgelöst, und Trümbach wechselte in dänische Dienste. Dort übernahm er das Husarenkorps des Oberst Moltke.

## Familie
Trümbach entstammte einem fränkischen Rittergeschlecht, das im Dorf Wehrda in der Buchonia – zwischen den Territorien der Reichsabtei Hersfeld und der Reichsabtei Fulda gelegen – im heutigen Hessen ansässig war. Die Trümbachs werden nach ihrer Loslösung vom Fuldaer Abt zum „Buchisches Quartier“ des Ritterkanton Rhön-Werra  der (fränkischen) Reichsritterschaft gezählt.
Er heiratete am 15. April 1745 Henrietta Maria Friederika Wilhelmina Schenck zu Schweinsberg (* 7. Mai 1725 in Schweinsberg; † 1747) in Wehrda. Das Paar hatte folgende Kinder:
- Anna Juliane Frederika Dorothea (* 19. November 1745)
- Karl Ludwig Friedrich (* 10. Februar 1747; ?) Regierungsrat ⚭ Johanna Maria Phillipina (* 19. Juni 1745; † 15. Mai 1768) Tochter von Johann Jakob Mauricinus, niederländischer Gouverneur von Surinam

Nach dem Tode seiner ersten Frau heiratete er am 12. März 1750 deren Schwester Friederika Wilhelmina Juliana Schenck zu Schweinsberg (* 26. Mai 1729; † 12. Okt. 1803 in Schweinsberg). Mit ihr hatte er folgende Kinder:
- Caroline Christina Albertina
- Frederika Louise Ernestina
- Leonhard (Leutnant im Regiment Knypphausen)